# Crassispira rhythmica
Crassispira rhythmica är en snäckart som beskrevs av James Cosmo Melvill 1927. Crassispira rhythmica ingår i släktet Crassispira och familjen Turridae. Inga underarter finns listade i Catalogue of Life.